# Musée d'Art Roger-Quilliot

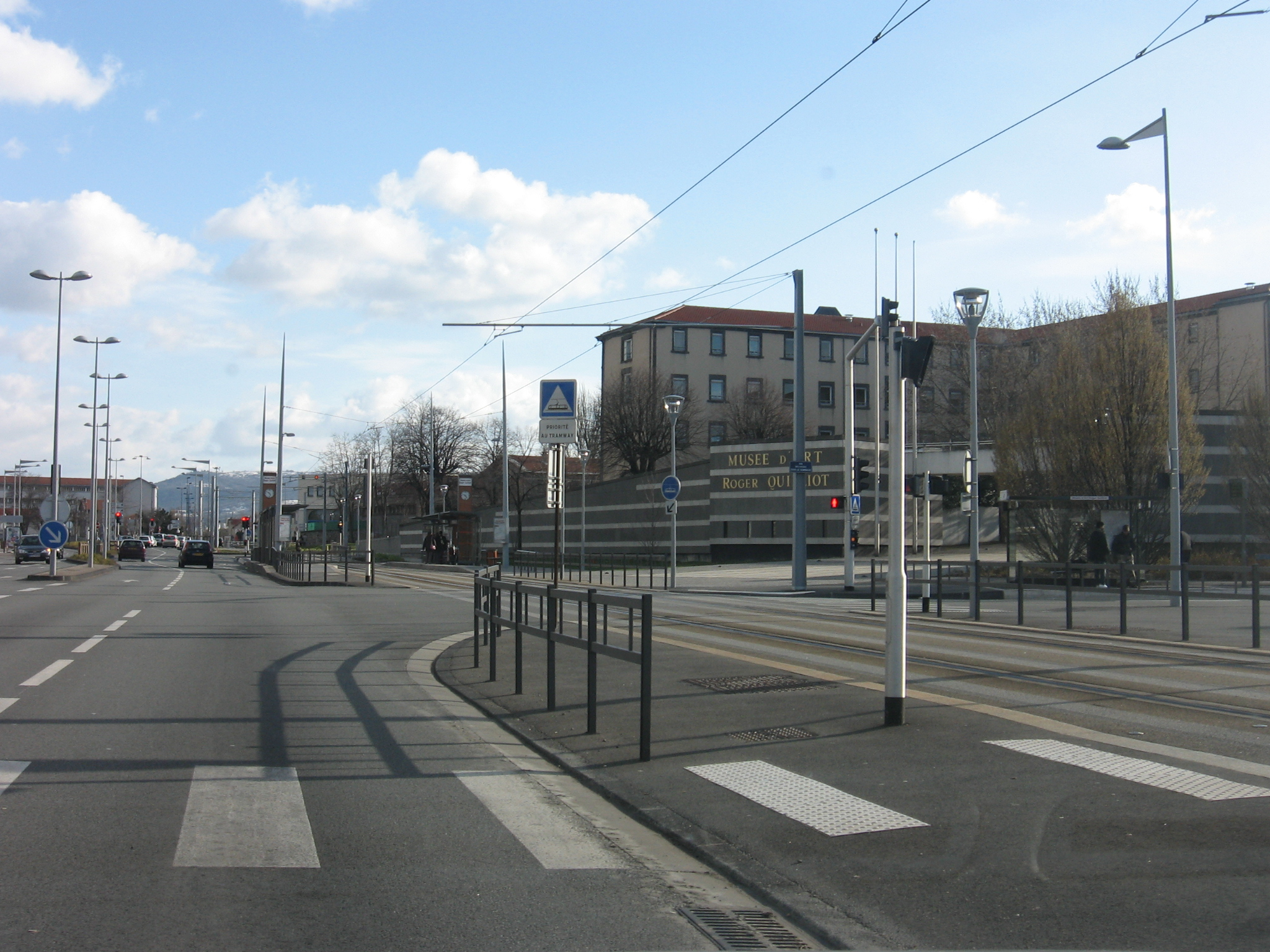
Tramhalte bij ingang van het museum

Musée d'Art Roger-Quilliot (MARQ) is een museum in de Franse stad Clermont-Ferrand met een collectie van schilderijen, beelden en andere objecten. Het museum, gelegen in het stadsdeel Montferrand, is gevestigd in een voormalig klooster, verbouwd en uitgebreid naar plannen van Adrien Fainsilber, en werd begin jaren negentig geopend.
Het museum is genoemd naar de voormalige burgemeester van de stad Roger Quilliot.